# Schimanski: Geschwister
Geschwister ist ein Fernsehfilm aus der Kriminalreihe Schimanski der ARD.
Der Film wurde von Colonia Media produziert und am 6. Dezember 1998 zum ersten Mal gesendet. Er ist die 6. Folge der Schimanski-Reihe mit Götz George.

## Handlung
Der Kriminalpolizist Andy Bergmann sucht verzweifelt seine Schwester Laura, die zuletzt im Lokalbordell „Pascha“ gearbeitet hat. Er hat dort bereits Lokalverbot und wird bei einem erneuten Ersuchen zum wiederholten Mal vor die Tür gesetzt. Er ahnt nicht, dass seine Schwester in der Villa des Baulöwen Ewers lebt, dem auch das Bordell gehört. Er bittet Laura, auf ihren Bruder einzuwirken, und gibt ihr zwei Aufpasser mit. Diese versuchen, nachdem Laura ihn nicht beruhigen kann, Andy umzubringen, doch Andy tötet beide in Notwehr und flüchtet während seiner Vernehmung bei der Polizei in Schimanskis Wohnung.
Schimanski sitzt kurzzeitig in einem belgischen Gefängnis ein, nachdem er seine Freundin Marie-Claire in flagranti mit einem belgischen Polizisten im Bett erwischt und diesen aus Eifersucht tätlich angegriffen hat. Als Zuflucht kehrt er in seine Wohnung in Duisburg zurück, in der Andy auf ihn bereits wartet. Der bittet Schimanski, seine Schwester zu finden. Schimanski ist ihm noch einen Gefallen schuldig, da Andy ihm vor einigen Jahren das Leben gerettet hat. Auch Schimanskis Anfrage im Bordell stößt auf taube Ohren und er sucht Hilfe bei Staatsanwältin Schäfer, die gerade ein geplatztes Gerichtsverfahren gegen Ewers hinter sich hat, da der Ankläger, dessen Konkurrent Schiller, nicht auftauchte.
Als sich Schimanski Informationen über Andys Verfahren bei Schäfer telefonisch einholen will, erlebt er, wie sie panisch Schreie ausstößt, und eilt zu ihr. In letzter Sekunde kann er die verwirrte Staatsanwältin im Nachthemd von der Straße holen, bevor sie überfahren wird, und bringt sie ins Krankenhaus. Eine Durchsuchung ihrer Wohnung durch Schimanski und Schrader ergibt keine Spur von einer Leiche, die sie angeblich neben sich im Bett gesehen hat, oder andere Ungewöhnlichkeiten. Stattdessen machen sie sich über ihr Essen im Kühlschrank her. Doch bei der Heimfahrt stellt sich bei Schimanski plötzlich Unbehagen ein, das sich in seiner Wohnung zu Wahnvorstellungen steigert, in deren Verlauf er sogar seinen verstorbenen Kollegen Thanner sieht. Ein Anruf bei Schrader scheitert, da auch er unter diesen Wahnvorstellungen leidet.
Als Vertretung für Frau Schäfer wird Staatsanwalt Merkel eingesetzt. Schimanski stattet Ewers einen Besuch ab, wobei er auf Laura trifft. Er behält es jedoch für sich, damit Andy nicht Amok läuft, aber ein Besuch in dessen Wohnung eröffnet Schimanski das wahre Verhältnis zu dessen Schwester, die Andy wie eine Geliebte vergöttert. Ewers gerät jedoch in Panik angesichts des Rufes, der Staatsanwalt Merkel vorauseilt, und beauftragt seinen Handlanger van Meeren, den Juristen mundtot zu machen. Van Meeren entführt Merkels Tochter und lässt als Beweis ein abgeschnittenes Ohr an ihn schicken. Am nächsten Tag erklärt Merkel überraschend den Fall Ewers für abgeschlossen, aber Schimanski sucht ihn zu Hause auf und erkennt die Erpressung durch das abgeschnittene Ohr. Prompt lässt man Ewers vorladen und verhören, unter anderem auch, da die halluzinogenen Pilze in Schäfers Essen aus einem Restaurant stammen, das Ewers gehört.
Ewers schweigt und gibt sich ahnungslos, doch Laura gibt anonym Schimanski den Tipp, wo das Mädchen zu finden ist. Hinter der belgischen Grenze kann Schimanski van Meeren und dessen Kompagnon Pele auftreiben, die ihn aber foltern und töten wollen. Andys Eingreifen verhindert das Schlimmste, und sie können das Kind in einem Verlies aufspüren. Dem Kind kann das Ohr wieder angenäht werden und nebenbei kann Schimanski durch eine Unvorsichtigkeit van Meerens der Polizei den Hinweis geben, dass sich die Leiche von Schiller auf einer Baustelle von Ewers befindet. Schimanski verrät Andy schließlich, dass Ewers mit Laura zusammen ist, und Andy fährt mit dessen Auto zu Ewers’ Villa, während Schimanski im Krankenhaus weilt. Schäfer und ihre Leute entdecken Schillers Leiche auf einer Baustelle. Als Schimanski Andys Verschwinden entdeckt, macht er sich mit einem gestohlenen Streifenwagen zur Villa auf. Dort hat Andy Laura aufgelauert und will sie mit Waffengewalt zwingen zurückzukehren, doch als Ewers plötzlich auftaucht, will Andy ihn umbringen und wird hinterrücks von Laura erschossen. Schimanski kommt zu spät und kehrt zu seiner Freundin Marie-Claire zurück, um ihr ihren Seitensprung zu verzeihen.

## Hintergrund
Für die Halluzination, die Schimanski in seiner Wohnung erlebt, wurde modernes Computer-Morphing verwendet (ähnlich wie im Film Casper), um sein Aussehen im Spiegel zu verwandeln. Um die Thanner-Erscheinung umzusetzen, nutzte man Szenen aus früheren Tatort-Folgen mit Eberhard Feik und setzte sie als Einblendung vor Schimanski ein.
Hannes Jaenicke spielte bereits im Schimanski-Tatort Zabou (1987) die Rolle des Melting und in der späteren Schimanski Folge Schuld und Sühne (2011) einen Polizisten. Die bekannteste Zusammenarbeit mit Götz George jedoch war der Film Abwärts von Carl Schinkel aus dem Jahr 1984.
Max Herbrechter spielte im Schimanski-Tatort Bis zum Hals im Dreck den ermordeten Tierarzt. Paul Faßnacht war in der gleichnamigen Folge als Bauer zu sehen.
Das Lied Bliss In My Tears zur Folge steuerte die Gruppe Bell, Book & Candle bei.

## Trivia
- Als Schimanski zu Beginn des Films aus dem Gefängnis entlassen wird und Marie Claire auf ihn wartet, steht ihr Citroen Kastenwagen „Fourgonnette“ an der Straße vor dem Imbiß; als sie den Imbiß verlässt, steht er hinten auf dem Parkplatz.
- Als Schimanski am Ende des Films vor dem Krankenhaus den Polizeiwagen, einen Ford Sierra, 'ausleiht' und dem Opel Senator die Tür abfährt, demoliert er die Frontpartie. Im weiteren Verlauf der Fahrt zu Ewers’ Haus ist die Front unbeschädigt. Das Markenemblem, die 'Pflaume', fehlt aber in allen Szenen.